# In naam van Allah

De ligging van Libië in Noord-Afrika.

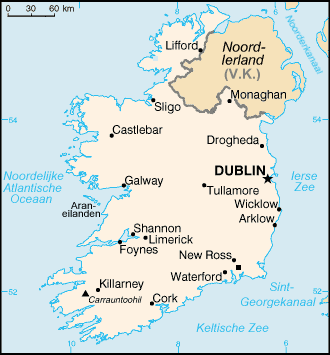
Een overzichtskaart van Ierland.

In naam van Allah is een spionageroman van auteur Gérard de Villiers en is het 111e deel uit de S.A.S.-reeks met als protagonist de Oostenrijkse prins en freelance CIA-agent Malko Linge.

## Het verhaal
Bij een bomaanslag op het eiland Malta komt de Ier Kevin O'Connor om het leven. Deze O'Connor blijkt een IRA-lid te zijn en wapens te smokkelen tussen Libië naar Ierland. De IRA heeft een overeenkomst gesloten met de Libische geheime dienst en behelst de ontvoering van de schrijver Salman Rushdie in ruil voor een grote hoeveelheid aanvalswapens.
Malko wordt door de CIA naar Londen geroepen en krijgt daar de opdracht een wig te drijven tussen de Libiërs en de IRA en het ophanden zijnde wapentransport een halt toe te roepen.
Malko reist heen en weer tussen Noord-Ierland en Libië. Tijdens deze gevaarlijke missie krijft hij hulp van Mandy Brown.

## Personages
- Malko Linge, een Oostenrijkse prins en CIA-agent;
- Kevin O'Connor, een IRA-lid;
- Mandy Brown, een mannenverslindster mer als bijnaam: "Mandy de Slet".